# Nepiesta tibialis
Nepiesta tibialis är en stekelart som beskrevs av Horstmann 1977. Nepiesta tibialis ingår i släktet Nepiesta och familjen brokparasitsteklar. Inga underarter finns listade i Catalogue of Life.